# 292
El año 292 (CCXCII) fue un año bisiesto comenzado en viernes del calendario juliano, en vigor en aquella fecha.
En el Imperio romano el año fue nombrado como el del consulado de Anibaliano y Asclepiodoto o, menos comúnmente, como el 1045 Ab urbe condita, siendo su denominación como 292 posterior, de la Edad Media, al establecerse el Anno Domini.

## Acontecimientos

### América
- Se erige la estela maya más antigua que se conoce.

### Asia
- Narsés se convierte coemperador de Persia.

### Imperio romano
- Constancio Cloro se divorcia de Helena, madre de Constantino el Grande (fecha aproximada).
- El general romano Aquileo es proclamado emperador en Alejandría.  Durante dos años consigue resistir al ejército de Diocleciano, pero al final la rebelión es aplastada.
- El emperador Diocleciano ordena la quema de los libros de alquimia de la Biblioteca de Alejandría.

## Fallecimientos
- Yang Zhi, emperatriz de la Dinastía Jin (n. 259)